# Базисна функція
У математиці, базисна функція є елементом конкретної основи для функціонального простору. Кожна безперервна функція у просторі функцій може бути представлена у вигляді лінійної комбінації базисних функцій так само, як кожен вектор у векторному просторі може бути представлений у вигляді лінійної комбінації базисних векторів.
У числовому аналІзі та теорії наближення, базові функції також називають функціями змішування через їх використання в інтерполяції: У цьому застосуванні суміш базових функцій забезпечує інтерполюючу функцію (з "сумішшю" залежно від оцінки базових функцій в точках даних).

## Приклади

### Мономіальна основа дляCω{\displaystyle C^{\omega }}
Одночлен базис задається 
{\displaystyle \{x^{n}\mid n\in \mathbb {N} \}.}
Ця основа використовується серед інших рядів Тейлора.

### Мономіальна основа для поліномів
Мономіальна основа також утворює основу для многочленів. Зрештою, кожен поліном можна записати як{\ displaystyle a_ {0} + a_ {1} x ^ {1} + a_ {2} x ^ {2} + \ крапки} {\displaystyle a_{0}+a_{1}x^{1}+a_{2}x^{2}+\dots }, що є лінійною комбінацією одночленів.

### Основа Фур’є дляL2[0,1]{\displaystyle L^{2}[0,1]}
Синуси та косинуси утворюють (ортонормовану) основу Шаундера для інтегрованих квадратних функцій у кінцевій області. Як окремий приклад, колекція:
{\displaystyle \{{\sqrt {2}}\sin(2\pi nx)\;|\;n\in \mathbb {N} \}\cup \{{\sqrt {2}}\cos(2\pi nx)\;|\;n\in \mathbb {N} \}\cup \{1\}}
Складає основу для L2[0,1].